# Piana (ballo)

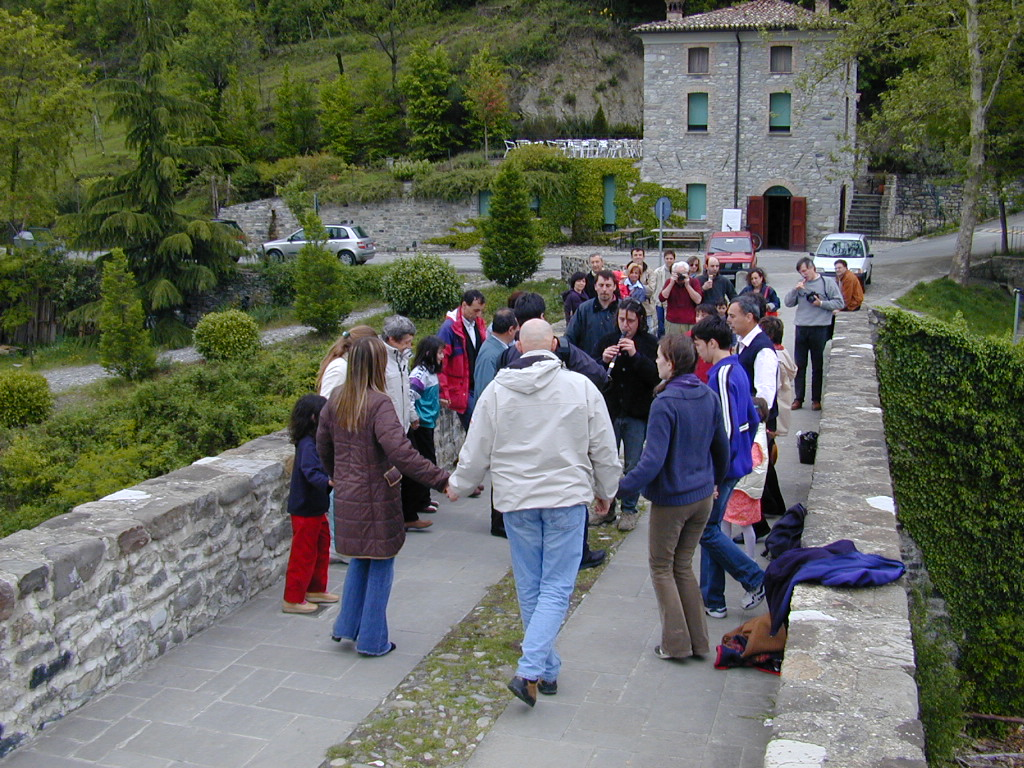
Ballerini danzano la piana sul ponte Gobbo di Bobbio (PC)

La piana è un'antica danza della zona delle quattro province.
Danza di cerchio ha la particolarità di vedere, a un certo punto del suo svolgimento, i ballerini convergere verso il centro urlando. Il risultato di questo urlo è la creazione di un momento liberatorio e di rinsaldamento del gruppo.
È eseguita col passo delle quattro province, che esiste, con questa struttura, solo in questa zona e da' il caratteristico movimento a queste danze. Composto di tre appoggi, il primo lungo e gli altri due corti con rimbalzo, obbliga a staccare velocemente i piedi da terra e dà la possibilità ai ballerini di muoversi, come spesso succede, su terreni disagevoli come selciati, prati, vie, cortili.
La velocità delle musiche e la difficoltà del passo richiedono discrete doti atletiche e di coordinazione, che rendono questo repertorio molto apprezzato dai bravi danzatori e discretamente conosciuto anche all'estero, in particolare in Francia.
Essendo una tradizione di montagna spesso gli spazi del ballo non sono ampi (una trattoria dopo cena, un cortiletto o piazzetta, le stradine di una frazione..) se i ballerini sono molti si organizza il ballo in più cerchi concentrici che procedono in direzioni opposte (il più esterno antiorario, il secondo orario e così via).
Come tutte le danze di questa zona viene suonata da una coppia di suonatori con piffero e fisarmonica.

## Schema della danza
Viene danzata da un cerchio di ballerini che si tengono per mano. Non è indispensabile la disposizione uomo-dona o la parità di numero tra uomini e donne.
Si comincia con una passeggiata in senso antiorario, sempre tenendosi per mano, con il tipico passo delle quattro province per otto passi.
Dopo otto passi ci si ferma e si esegue un balletto.
Al termine del balletto, tutti convergono verso il centro, sempre tenendosi per mano ed emettendo un forte grido.
Tornati al proprio posto, un secondo balletto e di nuovo  un avanzamento verso il centro con grido.
Generalmente si ripete lo schema tre volte; alla chiusura si alzano le mani e si converge lentamente verso il centro chiudendo con un inchino. Spesso viene usata come chiusura di una suite di alessandrine.

## Discografia
- 1994: Stefano Valla/Franco Guglielmetti - Traditions of the oboe = Traditions du piffero—Silex mosaïque
- 2002: Stefano Faravelli/Franco Guglielmetti - Antiquae: danze delle 4 Province—Spazio libero
- 2006: Musicisti Vari - Le tradizioni musicali delle quattro province—SOPRIP